# Lac de Labus
Le lac de Labus est un lac situé dans le nord de l'Allemagne, dans le land de Mecklembourg-Poméranie-Occidentale et l'arrondissement du Plateau des lacs mecklembourgeois.

## Source de la traduction
- (en) Cet article est partiellement ou en totalité issu de l’article de Wikipédia en anglais intitulé « Labussee » (voir la liste des auteurs).